# Roncherolles-sur-le-Vivier
Roncherolles-sur-le-Vivier – miejscowość i gmina we Francji, w regionie Normandia, w departamencie Sekwana Nadmorska.
Według danych na rok 1990 gminę zamieszkiwało 1069 osób, a gęstość zaludnienia wynosiła 200 osób/km² (wśród 1421 gmin Górnej Normandii Roncherolles-sur-le-Vivier plasuje się na 213. miejscu pod względem liczby ludności, natomiast pod względem powierzchni na miejscu 661.).